# Редут-Кале (шхуна)
«Редут-Кале» — парусно-винтовая шхуна Черноморского флота Российской империи, переоборудованная из приобретённого в Англии товарного парохода. Шхуна находилась в составе флота с 1856 по 1892 год, принимала участие в боевых действиях флота у кавказского побережья, использовалась в качестве крейсерского и гидрографического судна в акватории Чёрного моря, периодически совершала заграничные плавания. В 1896 году списанная шхуна была переоборудована в блокшив, который ещё в течение нескольких лет использовался в качестве брандвахты в Керчи, пока не был продан с торгов на слом.

## Описание судна
Парусно-винтовая шхуна с железным корпусом водоизмещением 468 тонны. Длина судна между перпендикулярами составляла 48,77—48,8 метра, ширина с обшивкой — 7,4—7,42 метра, а осадка носом —2,84 метра и осадка кормой — 4—4,01 метра. На шхуне была установлена одна горизонтальная паровая машина простого расширения мощностью 70 номинальных лошадиных сил, что составляло 272 индикаторных лошадиных силы, и один железный паровой котёл, в качестве движителя помимо парусов использовался один гребной винт. Все первоначально установленные на судне механизмы низкого давления были производства компании Humphrys & Tennat. Экипаж судна состоял из 64 человек.
Первоначальное артиллерийское вооружение шхуны состояло из двух 12-фунтовых орудий, c 1870 года — двух 3-фунтовых орудий, а с 1873 года — из двух 87-миллиметровых стальных нарезных пушек образца 1867 года, которые на время русско-турецкой войны 1877—1878 годов были дополнены двумя 3-фунтовыми фальконетами.
Одно из двух парусных судов Российского императорского флота, носивших это наименование. Также в составе Черноморского флота нёс службу одноимённый парусный транспорт 1827 года постройки, принимавший участие в русско-турецкой войне 1828—1829 годов и экспедиции Черноморского флота на Босфор 1833 года. Имя кораблей было связно с городом-крепостью Редут-Кале, заложенным русскими войсками на побережье Чёрного моря в 1804 году в семнадцати верстах к северу от Поти в устье реки Хопи.

## История службы
Судно было заложено на стапеле компании Samunda Brothers в Попларе в Англии и после спуска на воду в 1854 году использовалась в качестве товарного парохода под именем «Retriever». Строительство вёл кораблестроитель Мер. В ноябре 1856 года пароход был приобретен Военным ведомством Российской империи для нужд Отдельного кавказского корпуса, 4 (16) декабря 1856 года переименован в «Редут-Кале», а 2 (14) декабря 1857 года передан в собственность Морского ведомства и включен в состав Черноморской флотилии России в качестве шхуны.
В кампании 1856 и 1857 годов выходила в крейсерские плавания к кавказскому берегу и совершала плавания между портами Чёрного моря. В 1858 году на шхуне был установлен паровой котёл, ранее снятый с сожжённого под Бердянском парохода «Боец» и капитально отремонтированный, после чего в кампанию того же и следующего 1859 годов шхуна также совершала плавания вдоль побережья Кавказа и по черноморским портам. В кампанию 1860 года выходила в плавания к восточному берегу Чёрного моря.
В кампанию 1861 года выходила в плавания к восточному берегу Чёрного моря, в том числе к побережью Абхазии, а также между черноморскими портами. В кампанию этого года командир шхуны капитан-лейтенант И. Е. Прасолов был награжден орденом Святого Владимира IV степени с бантом за 18 морских кампаний и орденом Святого Станислава II степени. В следующем 1862 году также совершала плавания вдоль восточного берега Чёрного моря. В 1863 году выходила в плавания по Бугу, Днепровскому лиману и к восточному берегу Чёрного моря, в кампанию этого года командир шхуны капитан-лейтенант А. К. Иеромузо был награждён орденом Святого Станислава II степени с мечами. В кампанию следующего 1864 года выходила в крейсерские плавания вдоль абхазского берега Чёрного моря и принимала участие в занятии Адлера.
В 1865 году выходила в плавания к восточному берегу Чёрного моря, в кампанию этого года командир шхуны капитан-лейтенант А. К. Иеромузо был награждён орденом Святой Анны II степени. В кампанию 1866 года также выходила в плавания к кавказскому берегу Чёрного моря, при этом принимала участие в высадке десанта для подавлении восстания горцев в Гудауте. В кампании 1868 и 1869 годов совершала плавания в Чёрном море, в том числе в качестве крейсерского судна у его восточного берега в 1869 году.
В кампанию 1872 года выходила в плавания в Чёрное море, при этом 22 ноября (4 декабря) 1872 года привела на буксире из Керчи в Николаев плавучий маяк № 1, где последний был поставлен на ремонт. В следующем 1873 году шхуна также находилась в плаваниях в Чёрном море, а ее командир, капитан 2-го ранга Х. И. Фролов, был награждён императорской короной к ордену Святого Станислава II степени. C 1874 по 1877 год совершала плавания в Чёрном море, в том числе у его восточного побережья в 1875 году. 
В течение русско-турецкой войны 1877—1878 годов несла брандвахтенную службу в Керчи. В кампанию 1878 года находилась в плавании у кавказских берегов Чёрного моря в составе отряда кораблей Черноморского флота под общим командованием контр-адмирала Н. П. Обезьянинова и принимала участие в съёмке северного и кавказского берегов Чёрного моря.
В кампании с 1879 по 1882 год вновь находилась в плаваниях в акватории Чёрного моря, а в 1881 и 1882 годах также также совершила заграничное плавание. При этом в кампанию 1881 года на судне был проведён ремонт, во время которого на нем была заменена паровая машина на снятую ранее со шхуны «Анапа» и капитально отремонтированную, а также новый паровой котёл, произведённый в мастерских Николаевского порта. В кампанию 1883 года использовалась для выполнения съёмки северных берегов Чёрного моря, в том числе Килийского рукава. В 1884 и 1885 годах также выходила в плавания в Чёрное море. В кампанию 1888 года находилась в заграничном плавании. В 1890 году выходила в плавания в Чёрное море, а также совершила заграничное плавание
9 (21) февраля 1891 года по непригодности к несению дельнейшей службы была отчислена к Николаевскому порту, а 19 (31) декабря 1892 года шхуна «Редут-Кале» была исключена из списков судов флота. В 1896 была переоборудована в блокшив, с присвоением № 2, и в течение кампаний с 1896 по 1903 год использовалась в качестве брандвахтенного блокшива в Керчи. В 1914 году блокшив был продан с торгов на слом в Севастополе. При этом во время службы на блокшиве его командир капитан 2-го ранга М. А. Иванов был награждён несколькими орденами: 6 (18) декабря 1897 года — орденом Святой Анны III степени, 6 (19) декабря 1901 года — орденом Святого Станислава II степени и 10 (23) декабря 1902 года — орденом Святого Владимира IV степени с бантом.

## Командиры шхуны
Командирами парусно-винтовой шхуны «Редут-Кале» в составе Российского императорского флота в разное время служили:
- капитан-лейтенант И. С. Антипа (1859 год)[48];
- капитан-лейтенант И. Е. Прасолов (1861 год)[49];
- капитан-лейтенант А. К. Иеромузо (1863—1866 год)[19];
- капитан-лейтенант А. Д. Палеолог (1867—1869 годы)[50];
- капитан 2-го ранга Х. И. Фролов (1871—1874 годы)[51];
- капитан 1-го ранга К. К. Панютин (1875 год)[52];
- капитан-лейтенант Н. В. Власьев (1876—1878 годы)[53];
- капитан-лейтенант П. Ф. Саблин (1880 год)[54];
- капитан 2-го ранга И. П. Кислинский (с 23 мая (4 июня) 1881 года)[55];
- капитан 2-го ранга Л. П. Беклешов (с 15 (27) января 1883 года до 21 октября (2 ноября) 1883 года)[56][57];
- капитан-лейтенант А. В. Невражин (1884 год)[58];
- капитан 1-го ранга И. А. Телегин (1887 год)[59];
- капитан 1-го ранга А. Г. Попандопуло (1888 год)[60];
- капитан 2-го ранга П. В. Полошкин (с 20 июня (2 июля) 1888 года до 26 июня (8 июля) 1888 года)[61];
- капитан 2-го ранга А. А. Ирецкой (с 6 (18) марта 1890 года)[62];
- капитан 2-го ранга М. А. Иванов (с 25 апреля (7 мая) 1896 года до 11 (24) марта 1903 года)[комм. 3][64];
- капитан 2-го ранга А. П. Барановский (с 22 марта (4 апреля) 1903 года по 6 (19) мая 1903 года)[комм. 4][65].